# 待分類的廣泛性發展障礙
待分類的廣泛性發展障礙（Pervasive Developmental Disorder Not Otherwise Specified；簡稱PDD-NOS），亦作非典型自閉症，泛指一般有自閉症傾向，但不能透過其特徵而歸類為更具體的分類，是自閉症光譜的成員之一、廣泛性發展障礙的一種。
PDD-NOS佔了自閉症光譜的90%：單單以美國為例，每16個美國男孩裡就有一個PDD-NOS兒童，是女童的64倍。
PDD-NOS的徵狀與自閉症相似，但一般的徵狀都比較嚴重，而且並非所有必要的特徵都完全相同。PDD-NOS與其他非自閉症的分野界線，到現在其實還是很模糊。

## 體徵和症狀
與其他非典型患者相比，患有非典型的個體具有更完整的社交技能和更低水平的智力缺陷是很常見的。 許多非典型自閉症患者的特徵是：
- 溝通困難（例如，使用和理解語言）

- 社交行為困難

- 妄想症，一種典型的社交焦慮、幻覺、短暫的精神病和非常規信念，如果環境發生未事前預告的變化，個體常產生不合常理的解釋。

- 技能發展不平衡（某些領域的優勢和其他領域的延遲）

- 不尋常地玩玩具和其他物品

- 重複的身體動作或行為模式

- 根據社會、文化和宗教規範，專注於在特定年齡產生干擾和不正常的幻想。

- 非傳統的世界觀

- 適應不良的白日夢，過度的白日夢干擾日常生活

## 診斷標準
廣泛性發育障礙是一個古老的診斷類別。它不包含在自閉症譜系障礙的選項中，也不屬於DSM-5的一部分，但包含在ICD-10中，作為“非典型自閉症”或“廣泛性發育障礙，未指定”。
未另行指定的普遍性發育障礙的診斷適用於在社交互動、交流和/或刻板行為模式或興趣方面有困難但不符合自閉症或其他非典型的完整DSM-4標準的個人，這並不一定意味著非典型自閉症是比其他發育障礙更輕微的殘疾，這僅意味著接受此診斷的個人不符合其他廣泛性發育障礙的診斷標準，但仍然存在普遍的發育障礙，影響個人在溝通、社交和行為方面的表現。
至於其他普遍性發育障礙，廣泛性發育障礙的診斷需要專家團隊的參與。個人需要接受全面的診斷評估，包括全面的醫療、社交、適應性、運動技能和溝通歷史。評估的其他部分可以是行為評定量表、直接行為觀察、心理評估、教育評估、溝通評估和職業評估。
僅將廣泛性發育障礙描述為“亞閾值”類別而沒有更具體的病例定義，這為研究接受該診斷的相對異質人群帶來了方法學問題。雖然確實被診斷患有廣泛性發育障礙的兒童總體上比自閉症兒童表現出更少的智力缺陷並且功能更高，但許多符合廣泛性發育障礙標準的其他人具有一些自閉症特徵，但也有如此嚴重的智力缺陷嚴重到很難或不可能判斷某些缺陷是來自自閉症還是來自嚴重程度的智力殘疾本身，此外，與那些被診斷患有自閉症的人相比，其他一些符合廣泛性發育障礙標準的人會在較晚的年齡得到專業的關注。

### 測驗表明
研究表明，患有非典型自閉症的人屬於三個非常不同的亞組之一：
- 一個高功能組（約25%），其症狀或多或少與亞氏保加症的症狀重疊，同時也不符合自閉症的標準，但在語言發展滯後方面與亞氏保加症完全不同和/或輕度認知障礙，亞氏保加症的標準不包括早期的語言延遲或認知延遲。

- 另一組（約25%）的症狀更類似於自閉症，但不完全符合其所有診斷體徵和症狀。這是因為這些症狀要么是在較晚的年齡被識別出來的，要么是因為他們太年輕或認知缺陷太嚴重而無法正確識別他們可能患有的所有自閉症症狀。

- 最大的群體（約50%）由符合所有自閉症診斷標準但刻板和重複行為明顯輕微的人組成。

## 參看
- 自閉症光譜
- 發育里程碑

## 外部連結
- 香港言語及吞嚥治療中心 » 「非典型自閉症傾向」 （页面存档备份，存于）